# پونته سن پیترو
پونته سن پیترو (به ایتالیایی: Ponte San Pietro) یک منطقهٔ مسکونی در ایتالیا است که در استان برگامو واقع شده‌است.

## خصوصیات
پونته سن پیترو ۴ کیلومترمربع مساحت و ۱۱٬۶۶۳ نفر جمعیت دارد و ۲۲۴ متر بالاتر از سطح دریا واقع شده‌است.